# فدراسیون بین‌المللی انجمن‌های دانشجویان پزشکی
فدراسیون بین‌المللی انجمن‌های دانشجویان پزشکی (به انگلیسی: IFMSA) سازمانی غیردولتی و ناسودبر است که جهت ایجاد هماهنگی و ارائه خدمات به انجمن‌های دانشجویان پزشکی در کشورهای مختلف ایجاد شده‌است. این سازمان در سال ۱۹۵۱ میلادی پایه‌گذاری شد و هم‌اکنون ۹۵ کشور عضو آن هستند.  در سند رسالت  سازمان آمده‌است:
هدف ما ارائه خدمات همه‌جانبه در موضوعات مرتبط به سلامت به پزشکان آینده است.

## خدمات
فعالیت اصلی IFMSA در زمینه تبادل دانشجو در حوزه‌های تخصصی و پژوهشی است. سالانه حدود ۱۰ هزار دانشجو در بین کشورهای عضو به صورت دوره‌های یک‌ماهه یا بیشتر در زمینه‌های پژوهشی و تخصصی جابه‌جا می‌شوند. فدراسسیون همچنین سمینارهای مرتبط با موضوعات سلامت و همچنین کارگاه‌های آموزشی را برگزار می‌کند.

## ساختار
IFMSA شش کمیته اصلی دارد که همه کارها از طریق آن انجام می‌شود:
- کمیته آموزش پزشکی (SCOME)
- کمیته تبادل دانشجو در زمینه‌های حرفه‌ای (SCOPE)
- کمیته تبادل دانشجو در زمینه‌های پژوهشی(SCORE)
- کمیته سلامت عمومی (SCOPH)
- کمیته بهداشت باروری و ایدز (SCORA)
- کمیته حقوق‌بشر و صلح (SCORP)